# Таваццано-кон-Віллавеско
Таваццано-кон-Віллавеско (італ. Tavazzano con Villavesco) — муніципалітет в Італії, у регіоні Ломбардія, провінція Лоді.
Таваццано-кон-Віллавеско розташоване на відстані близько 450 км на північний захід від Рима, 36 км на південний схід від Мілана, 10 км на південь від Лоді.
Населення — 6164 особи (2014).

## Демографія
Населення за роками:

Станом на 1 січня 2023 року в муніципалітеті офіційно проживало 911 іноземців з 54 країн, серед них 305 громадян країн Євросоюзу та 56 громадян України.

## Сусідні муніципалітети
- Казальмайокко
- Лоді
- Лоді-Веккіо
- Монтаназо-Ломбардо
- Мулаццано
- Сан-Ценоне-аль-Ламбро
- Сордіо